# Žďárec u Skutče
Žďárec u Skutče je část města Skuteč v okrese Chrudim. Nachází se 2 km na jih od Skutče.
Tato část Skutče provozuje malotřídní základní školu pro 60 dětí s mateřskou školou a družinou. V roce 2019 zde bylo evidováno 125 adres. V roce 2018 zde trvale žilo 303 obyvatel.
Žďárec u Skutče je také název katastrálního území o rozloze 2,09 km2.

## Doprava
Na území Ždárce se nachází železniční stanice Žďárec u Skutče, takzvané staré dráhy (od svého vzniku až do roku 1960 pouze Skuteč), kde z trati Pardubice – Havlíčkův Brod odbočuje trať do Svitav v období let 2012–2014 však provozovaná pouze ze Svitav do Pusté Kamenice.
Katastrálním územím prochází silnice III/3062, III/3063, III/3064 a III/3065.
Ve vsi je dále restaurace, škola a protéká jí říčka Žejbro. Kamenný mostek je patrně ze 16. století. Za první republiky zde bývala i kampelička.

## Další fotografie

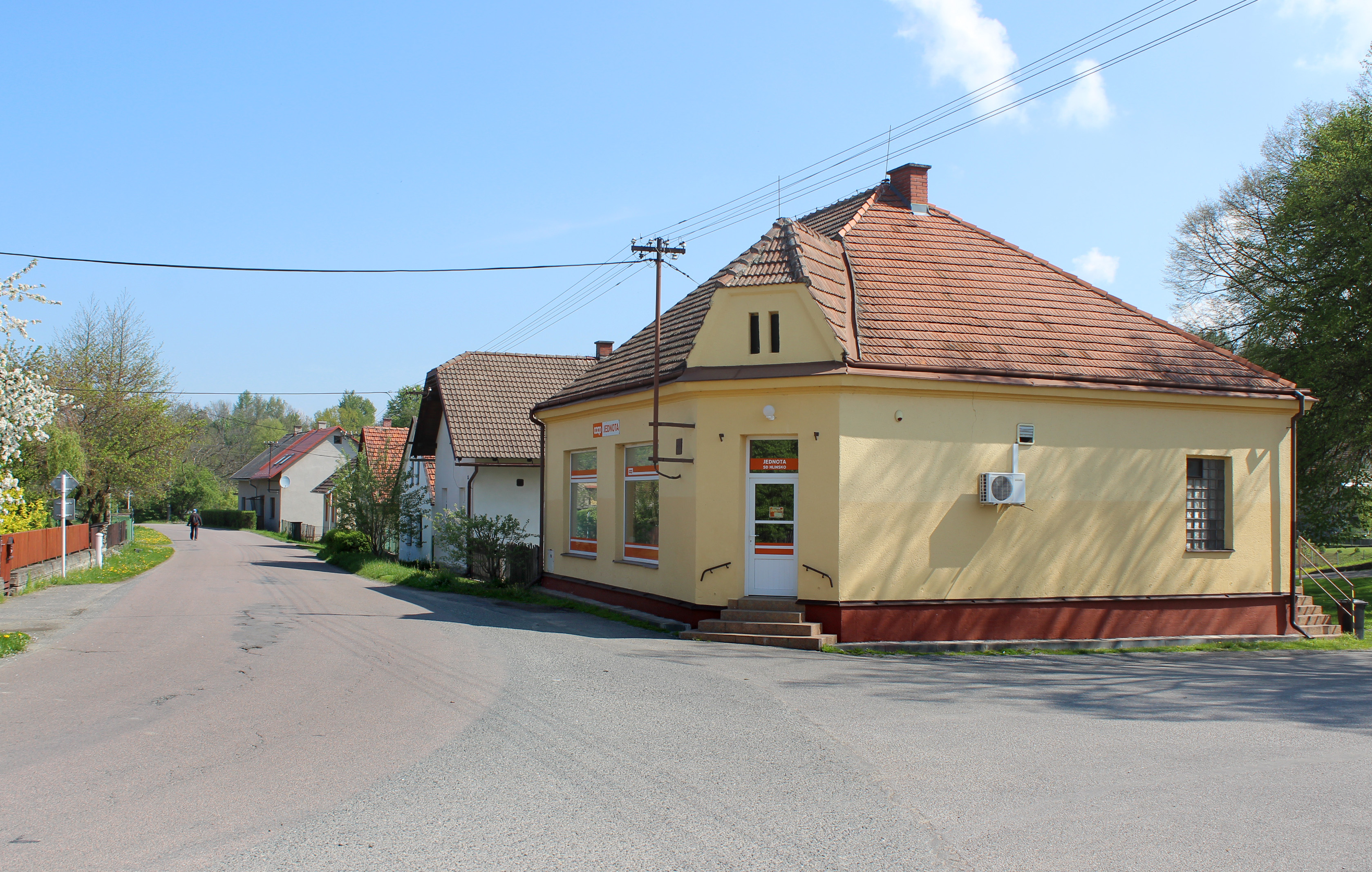
Obchod u návsi
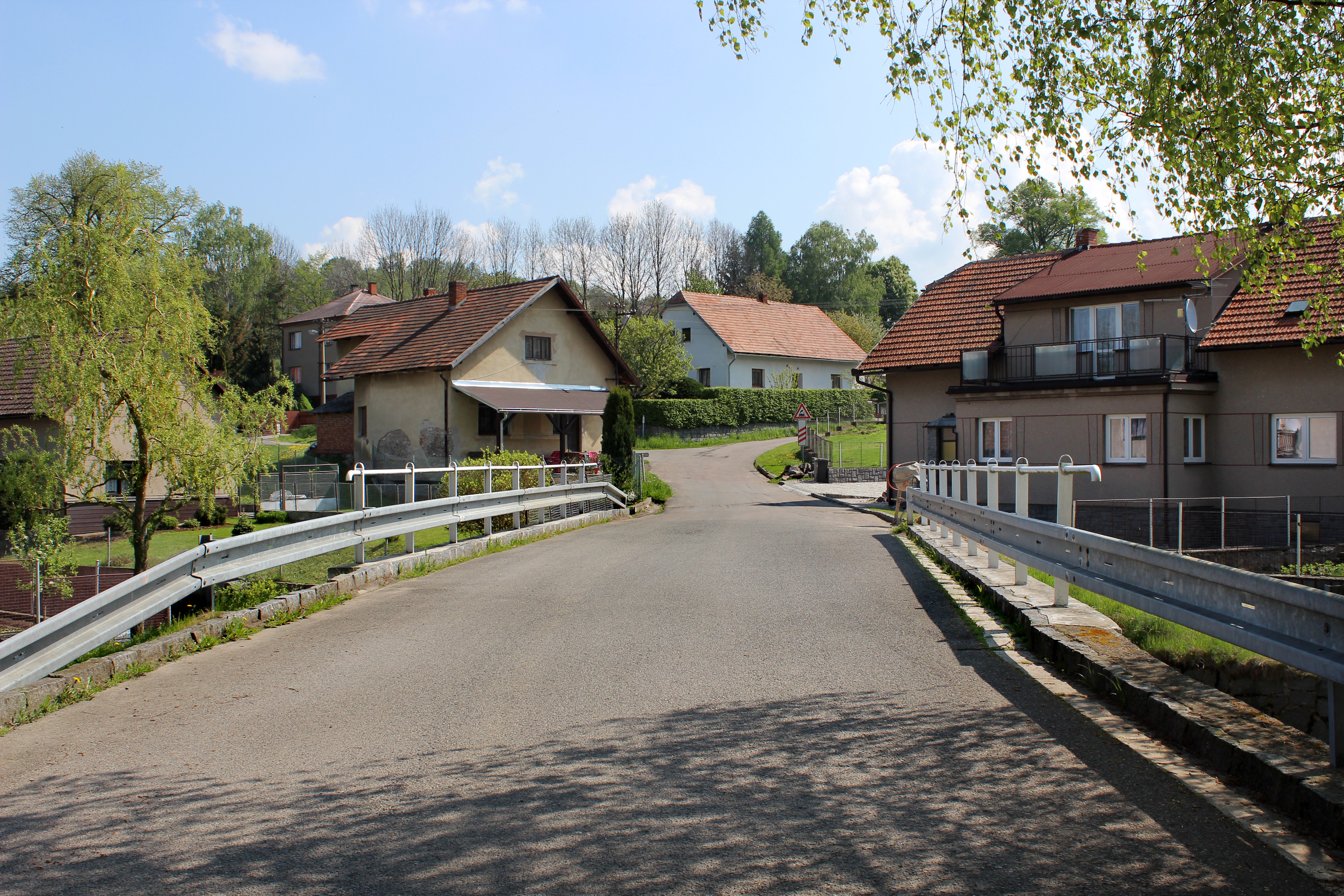
Most přes říčku Žejbro
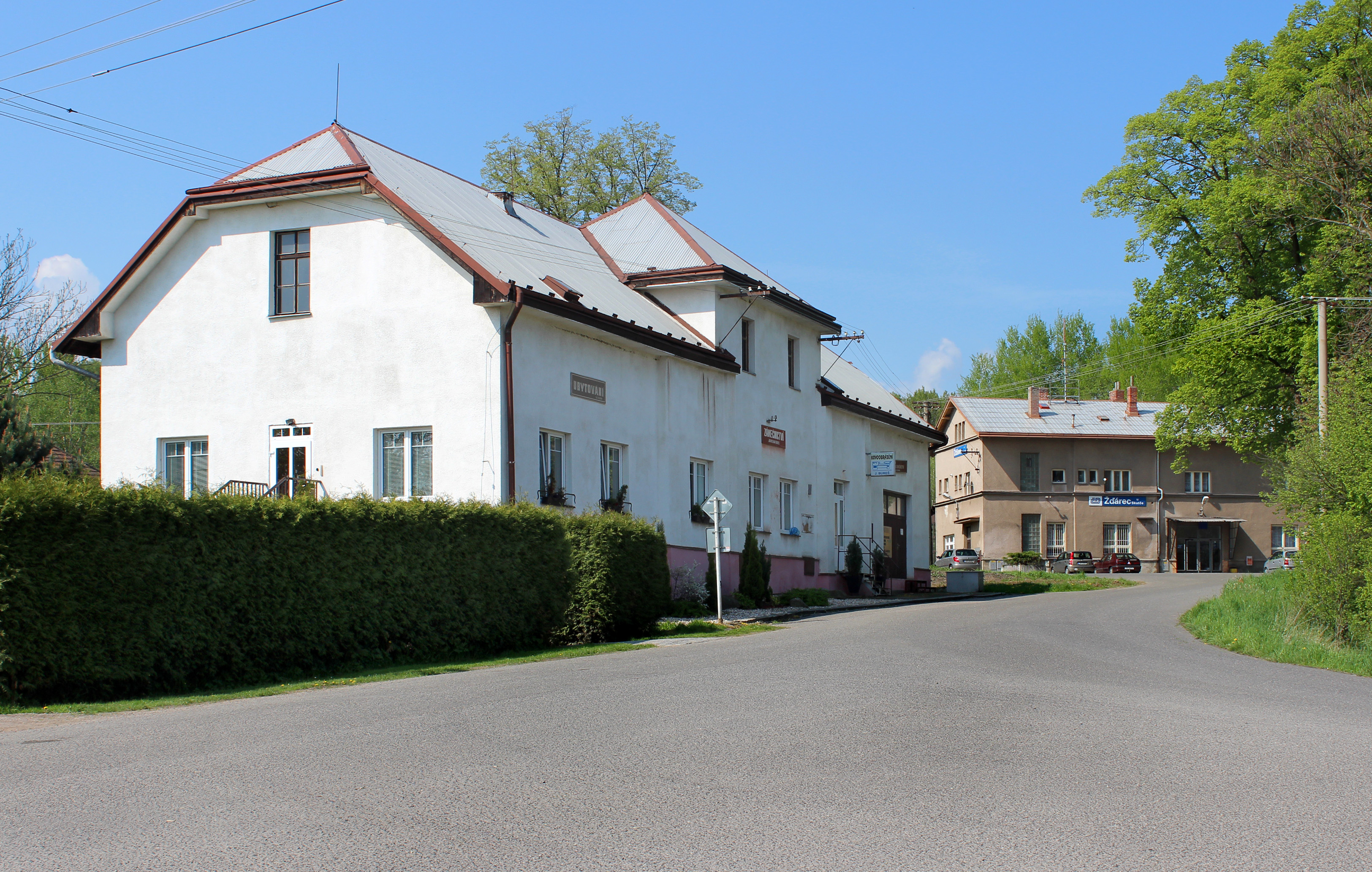
Hostinec u nádraží